# Shoot Yourself / Împușcă-te
Shoot Yourself / Împușcă-te este primul maxi-single al trupei Paraziții, lansat la data de 21 noiembrie 2001, la casa de discuri Rebel Music.
”Shoot Yourself / Împușcă-te a beneficiat și de videoclip, iar FreakaDaDisk este trecut pentru prima oară ca membru oficial Paraziții alături de Cheloo și Ombladon.
Single-ul distribuit cu revista Play are ca bonus albumul “Categoria grea” și videoclipul piesei Shoot yourself / Împușcă-te.”

## Ordinea pieselor[4]
| Nr.             | Titlu                                               | Autor(i)        | Text            | Lungime |  |
| 1.              | „Shoot Yourself / Împușcă-te”                       | Paraziții       | Paraziții       | 3:35    |  |
| 2.              | „Shoot Yourself / Împușcă-te (Tryitonthestage rmx)” | Paraziții       | Paraziții       | 3:46    |  |
| 3.              | „Shoot Yourself / Împușcă-te (Video rmx)”           | Paraziții       | Paraziții       | 3:35    |  |
| 4.              | „Bem (Destul rmx)”                                  | Paraziții       | Paraziții       | 3:52    |  |
| Lungime totală: | Lungime totală:                                     | Lungime totală: | Lungime totală: | 14:48   |  |

| Bonus: albumul Categoria grea |                                           |                 |                 |         |  |
| Nr.                           | Titlu                                     | Autor(i)        | Text            | Lungime |  |
| 5.                            | „Intro”                                   | Paraziții       | Paraziții       | 0:35    |  |
| 6.                            | „Am comis-o dinou”                        | Paraziții       | Paraziții       | 2:59    |  |
| 7.                            | „Dac-aș fi președinte”                    | Paraziții       | Paraziții       | 3:13    |  |
| 8.                            | „Acordeonu' la maxim”                     | Paraziții       | Paraziții       | 3:30    |  |
| 9.                            | „Fără tine” (Feat. Biță)                  | Paraziții       | Paraziții       | 3:28    |  |
| 10.                           | „Glume de c*c*t”                          | Paraziții       | Paraziții       | 3:33    |  |
| 11.                           | „Sub influență 2” (Feat. Raku)            | Paraziții       | Paraziții       | 4:07    |  |
| 12.                           | „Avort verbal”                            | Paraziții       | Paraziții       | 2:58    |  |
| 13.                           | „Categoria grea” (Feat. Aliosha)          | Paraziții       | Paraziții       | 4:23    |  |
| 14.                           | „Îmi pare rău”                            | Paraziții       | Paraziții       | 3:45    |  |
| 15.                           | „Caz penal”                               | Paraziții       | Paraziții       | 3:27    |  |
| 16.                           | „Shoot Yourself / Împușcă-te (Videoclip)” | Paraziții       | Paraziții       | 3:56    |  |
| Lungime totală:               | Lungime totală:                           | Lungime totală: | Lungime totală: | 39:54   |  |